# Des personnes et des passions
Des personnes et des passions (en russe : Люди и страсти) est une pièce dramatique de Mikhaïl Lermontov, écrite en 1830 et publiée à Saint-Pétersbourg en 1880 par Piotr Efremov (en) dans un recueil rassemblant les premières pièces dramatiques de Lermontov.